# ميلوفان ياكشيتش
ميلوفان ياكشيتش بالصربية : Милован Јакшић (21 سبتمبر 1909 في كولاشين، إمارة الجبل الأسود – 25 ديسمبر 1953 في الإسكندرية ، مصر) لاعب كرة قدم من الجبل الأسود كان يجيد اللعب في مركز حارس مرمى .
أطلق عليه لقب ميلوفان العظيم بسبب تصديه للكثير من الكرات ومساهمته في تأهل منتخب بلاده للدور النصف النهائي من بطولة كأس العالم لكرة القدم 1930 التي أقيمت في الأوروغواي .
على الرغم من أن بنيته الجسمانية كانت متوسطة إلا أنه كان يتميز بالقوة البدنية وتمتاز شخصيته بالشجاعة وردات الفعل الممتازة . أمضى أغلب مسيرته الرياضية كلاعب في نادي بي أيه إس كيه بلغراد حتى اعتزاله في سنة 1939 .
لعب ميلوفان 9 مباريات دولية مع منتخب يوغوسلافيا وكانت الأولى في 13 أبريل 1930 في مواجهة منتخب بلغاريا وديا في بلغراد وانتهت بالفوز 6-1 بينما كانت الأخيرة في 2 سبتمبر 1934 وذلك في مواجهة منتخب تشيكوسلوفاكيا وديا أيضا وانتهت بالخسارة 1-3 . على الرغم من المنافسة الشديدة على مركز حارس المرمى الأساسي في المنتخب إلا أنه تم اختياره في النهاية من أجل المشاركة في بطولة كأس العالم الأولى . لعب في المباريات الثلاث وقدم أداء عالي المستوى في المباراة الأولى في مواجهة منتخب البرازيل .
بعد الاعتزال بقي ميلوفان على صلة بعالم كرة القدم أولا بموافقته على تعيينه في منصب رئيس اتحاد المدربين في يوغوسلافيا من 1950 إلى 1953 ثم بتعيينه مدير فني لنادي ريد ستار بلغراد . عندما سافر إلى مدينة الإسكندرية المصرية في سنة 1953 تعرض إلى أزمة قلبية مفاجئة وتوفي هناك .

## وصلات خارجية
- ميلوفان ياكشيتش على موقع الاتحاد الدولي (مؤرشف)  (الإنجليزية)
- ميلوفان ياكشيتش على موقع قاعدة بيانات كرة القدم.إي يو (الإنجليزية)
- ميلوفان ياكشيتش على موقع ناشيونال فوتبول تيمز (الإنجليزية)
- ميلوفان ياكشيتش على موقع Soccerway.com (الإنجليزية)
- ميلوفان ياكشيتش على موقع عالم كرة القدم.نت (الإنجليزية)
- سيرة ذاتية في موقع الاتحاد الصربي لكرة القدم
- هذه إحصائيات من موقع الاتحاد الدولي لكرة القدم